# Scooter Libby
Irve Lewis Libby (22 agosto 1950) è un avvocato statunitense ed ex capo dello staff del vicepresidente degli Stati Uniti Dick Cheney.

## Biografia
Dal 2001 al 2005, Libby ha ricoperto le cariche di assistente del vicepresidente per gli affari di sicurezza nazionale, capo di stato maggiore del vicepresidente degli Stati Uniti, e assistente del presidente durante l'amministrazione del presidente George W. Bush.
Nell'ottobre 2005, Libby si è dimesso da tutte e tre le posizioni di governo dopo essere stato incriminato per cinque capi d'accusa da un gran giurì federale riguardante l'indagine sulla fuga di notizie sull'identità segreta dell'ufficiale della Central Intelligence Agency (CIA) Valerie Plame.
Dopo il fallito appello di Libby, il presidente Bush ha commutato la condanna di Libby a 30 mesi di carcere federale, lasciando intatte le altre parti della sua sentenza. Come conseguenza della sua condanna in United States v. Libby, la licenza di Libby di praticare la legge è stata sospesa fino a quando non è stata reintegrata nel 2016. Il presidente Donald Trump ha graziato Libby il 13 aprile 2018.